# Mont Toussoro
Der Mont Toussoro ist mit 1330 m der zweithöchste Berg der Zentralafrikanischen Republik. 

## Geographie
Der Berg ist der höchste Gipfel des Bongo-Massivs in der Provinz Vakaga im Nordosten der Zentralafrikanischen Republik in der Nähe der Grenze zum Sudan (Gebiet Kafia Kingi). Er ist Teil eines Bergkammes der von Süden nach Norden zieht und erreicht eine Schartenhöhe von 693 m. Westlich erhebt sich als weiterer Gebirgskamm Kasmatiti-Ridge. Zahlreiche (temporäre) Bäche entspringen an seinen Hängen, unter anderem Tini und Yogo (Bahr Togo).